# Мьолндал
Мьолндал (на шведски: Mölndal) е град в югозападната част на Швеция, лен Вестра Йоталанд. Главен административен център на едноименната община Мьолндал. Намира се на около 400 km на югозапад от столицата Стокхолм и на 8 km на югоизток от центъра на лена Гьотеборг. В превод от шведски името му означава "долина на мелници[те]" (Möllor, стара дума за „мелници“, dal, „долина“). Той е предградие (град-сателит) на Гьотеборг. Има жп гара. Населението на града е 37 233 жители според данни от преброяването през 2010 г.